# Vsftpd
vsftpd(very secure FTP daemon)은 리눅스를 포함한 유닉스 계열 시스템용 FTP 서버이다. 우분투, CentOS, 페도라 리눅스, NimbleX, 슬랙웨어, RHEL 리눅스 배포판들의 기본 FTP 서버이다. GNU 일반 공중 사용 허가서로 배포된다. IPv6, 전송 계층 보안, FTPS를 지원한다.

## 같이 보기
- FTP 서버 소프트웨어 목록